# リチャード・ラザルス

Transactional Model of Stress and Coping of Richard Lazarus

リチャード・S・ラザルス（Richard S. Lazarus, 1922年3月3日-2002年11月24日）は、1960年代に頭角を現し始めた、アメリカ合衆国の心理学者である。
2002年に発表されたReview of General Psychologyの調査では、ラザルスは20世紀で最も引用された心理学者の80位にランクされている。感情の認知媒介理論で有名。